# Tillståndsekvation (kosmologi)
Den tillståndsekvation som används i kosmologiska beräkningar är en approximation, där man antar att universums alla beståndsdelar är jämnt utspridda i rymden, och fyller den som en perfekt fluid. Den kosmologiska tillståndsekvationen  karakteriseras av ett dimensionslöst tal w, lika med kvoten av fluidens tryck p och dess energidensitet ρ: 
{\displaystyle w={\frac {p}{\rho }}}.
Den kosmologiska tillståndsekvationen är ett specialfall av den termodynamiska tillståndsekvationen och nära besläktad med den ideala gaslagen.

## Ekvationen
Den perfekta gasens tillståndsekvationen kan skrivas som 
{\displaystyle p=\rho _{m}RT=\rho _{m}C^{2}}
där ρm är masstätheten, R den särskilda gaskonstanten, T är temperaturen och {\displaystyle C={\sqrt {RT}}} är molekylernas karakteristiska termiska hastighet. Således
{\displaystyle w={\frac {p}{\rho }}={\frac {\rho _{m}C^{2}}{\rho _{m}c^{2}}}={\frac {C^{2}}{c^{2}}}\approx 0}
där {\displaystyle \rho =\rho _{m}c^{2}} och {\displaystyle C<<c} för en "kall" gas, c är ljushastigheten.

### FLRW-metrik och tillståndsekvationen
Tillståndsekvationen kan användas i Friedmann-Lemaître-Robertson-Walker-metrik för att beskriva evolutionen hos ett isotropiskt universum fyllt med en perfekt fluid. Om a är skalfaktorn, så gäller
{\displaystyle \rho \propto a^{-3(1+w)}.}
Om fluiden är den dominerande formen av materia i ett platt universum, så
{\displaystyle a\propto t^{\frac {2}{3(1+w)}},}
där t är egentiden.
I allmänhet är Friedmanns accelerationsekvation
{\displaystyle 3{\frac {\ddot {a}}{a}}=\Lambda -4\pi G(\rho +3p)}
där Λ är den kosmologiska konstanten, G är gravitationskonstanten och {\displaystyle {\ddot {a}}} är skalfaktorns andraderivata med avseende på egentiden.
Om vi definierar "effektiv" energidensitet och tryck som
{\displaystyle \rho ^{\prime }\equiv \rho +{\frac {\Lambda }{8\pi G}}}
{\displaystyle p^{\prime }\equiv p-{\frac {\Lambda }{8\pi G}}}
och
{\displaystyle p^{\prime }=w^{\prime }\rho ^{\prime }}
så kan accelerationsekvationen skrivas som
{\displaystyle {\frac {\ddot {a}}{a}}=-{\frac {4}{3}}\pi G\left(\rho ^{\prime }+3p^{\prime }\right)=-{\frac {4}{3}}\pi G(1+3w^{\prime })\rho ^{\prime }}

### Icke-relativistisk materia
Vanlig icke-relativistisk materias tillståndsekvation (kallt rymdstoft) är  w=0, vilket betyder att den späds ut som {\displaystyle \rho \propto a^{-3}=V^{-1}}, där V är volymen. Detta innebär att energidensiteten är omvänt proportionell mot volymen. Ju större volym, desto färre partiklar per volymenhet, vilket är naturligt för vanlig icke-relativistisk materia. Däremot är energin per partikel oförändrad.

### Ultrarelativistisk materia
Ultrarelativistisk materias tillståndsekvation (strålning, och även materia med så hög hastighet att rörelseenergin är mycket större än vilomassan) är w = ⅓, vilket betyder att den späds ut som {\displaystyle \rho \propto a^{-4}} när skalfaktorn ändras. I ett expanderande universum avtar energidensiteten snabbare än volymen expanderar, eftersom strålning har en våglängd som blir rödförskjuten, och våglängden hänger ihop med energin i strålningen. Därför späds energitätheten både genom att det blir glesare mellan strålningspartiklarna och genom att det blir mindre energi per partikel.

### Exotiska fluider
Andra värden på w än de för vanlig materia och strålning kallas för exotiska. Inga material som vi har direkt observerat har sådana värden och egenskaperna för material med "konstigt" w strider ofta mot vår intuition.
I ett expanderande universum försvinner fluider med större värde på w snabbare än de med mindre värde. Ett kritiskt värde här är w= -1. Vid det värdet späds inte fluiden ut alls av expansionen, utan bibehåller samma täthet. Mer negativa värden (w < -1) innebär en fluid som ökar i täthet när universum expanderar.
Exempel på hypotetiska exotiska fluider:
- Mörk energi har w=-1 och postuleras som tänkbar orsak till universums accelererande expansion. Mörk energi har samma effekt som den kosmologiska konstanten.
- Fantomenergi har w < -1, och kan orsaka en big rip. Det finns varianter av den cykliska modellen för universum med fantomenergi.[1]
- Kvintessens är en generaliserad mörk energi, som har ett w som kan variera med tiden.
- Krökningen av rymden är inte en fluid i egentlig mening, men i vissa formuleringar av kosmologins ekvationer kan den behandlas som en sådan, då med w = - ⅓. Krökningens tillståndsekvation hänger ihop med platthetsproblemet, som Big bang löser genom att bygga ut med kosmisk inflation.
- Magnetiska monopoler har w=0, så om de fanns till vid tiden för big bang, bör de fortfarande synas till i dag. Kosmologins "monopolproblem" är snarlikt det ovannämnda platthetsproblemet.

Beräkning av w för det som orsakar universums accelererande expansion har blivit en av  observationell kosmologis största utmaningar. Genom att noggrant mäta upp w, är förhoppningen att den kosmologiska konstanten kan skiljas från kvintessens och fantomenergi och andra hypotetiska fluider som har {\displaystyle w\neq -1}.
Med hjälp av befintliga data, är det fortfarande omöjligt att skilja mellan fantombaserad tillståndsekvation w < -1 och icke-fantom-tillståndsekvations {\displaystyle w\geq -1}.

### Inflation och accelererande expansion
Både kosmisk inflation och universums accelererande expansion kräver en tillståndsekvationen som innebär att universum domineras av en exotisk fluid. I det enklaste fallet är detta den kosmologiska konstanten, med en tillståndsekvation med w = -1. I detta fall är ovanstående uttryck för skalfaktorn inte giltigt och i stället gäller att universum expanderar exponentiellt med {\displaystyle a\propto e^{Ht}}, där H är Hubble-konstanten. Mer generellt gäller att expansionen accelererar så snart w < -⅓ i universum. Att universums expansion för närvarande accelererar har konstaterats och belönats med Nobelpriset i fysik 2011. Enligt dessa observationer ligger värdet på den exotiska fluidens tillståndsekvation nära -1.